# Coelodonta tologoijensis
Espèce
Coelodonta tologoijensis est une espèce fossile de rhinocéros laineux (famille des Rhinocerotidae) qui vivait en Sibérie et en Mongolie au Chibanien, pendant la période du Pléistocène inférieur. Le premier fossile de l'espèce a été retrouvé et décrit en 1966 sur le site de Tologoj près de la rivière Selenga, dans l'ouest de la Transbaïkalie.

## Description
L'espèce Coelodonta tologoijensis est connue par quelques fossiles retrouvés en Transbaikalie (à Tologoj et à Zasukhino) et en Mongolie près d'Oulan-Bator (à Nalaikha).
Un fossile isolé découvert en 1999 dans le bassin sédimentaire de Kouznetsk, en Russie européenne, pourrait se rattacher à cette espèce. Daté du début du Chibanien, il pourrait indiquer une expansion initiale vers le sud-ouest de la Sibérie.
Coelodonta tologoijensis partage avec Coelodonta nihowanensis des pattes élancées caractéristiques d'une adaptation à la course. Contrairement à cette autre espèce, plus archaïque, ses os nasaux sont plus développés et offrent une base plus solide pour sa corne nasale.
Coelodonta tologoijensis est une forme plus évoluée de Coelodonta nihowanensis, qui a vécu dans le nord-est de la Chine au Pléistocène inférieur.

## Systématique
Le nom valide complet (avec auteur) de ce taxon est Coelodonta tologoijensis Beliajeva (d), 1966.

### Étymologie
Son épithète spécifique, composée de tologoij et du suffixe latin -ensis, « qui vit dans, qui habite », lui a été donnée en référence à sa localité type, le site de Tologoj.